# Georg Kiendl
Georg Kiendl (* 22. April 1769 in Alburg; † 10. Februar 1823 ebenda) war ein bayerischer Landwirt und Politiker.

## Werdegang
Kiendl war Landwirt in Alburg. Von Februar 1819 bis 1822 gehörte er als Abgeordneter der Klasse V der Kammer der Abgeordneten an.